# جيريمايا دانيال بالتيمور
جيريمايا دانيال بالتيمور (بالإنجليزية: Jeremiah Daniel Baltimore)‏ هو مهندس ومعلِّم أمريكي، ولد في (15أبريل 1852) في واشنطن العاصمة في الولايات المتحدة، وتوفي فيها في (29 يوليو 1929). عمل بالتيمور مهندسا لصالح بحريّة الولايات المتحدة الأمريكية لسنوات عديدة، وشغل فيها منصب كبير المهندسين في مشفى «فريدمان». وكان أيضًا مُدرسًا لعلم الميكانيك، فكان مسؤولا عن تدريسها في المدارس الأمريكية-الأفريقية في المدينة، وذلك ما بين عامي 1890 و1922.اختير بالتيمور ليكون ضمن الطاقم التجريبي للسفينة العسكرية «يو إس إس تكساس». كما كان من بين المؤسسين والمسؤولين في مشفى «بوتوماك» وكذلك مدرسة التدريب. وفي عام 1903 اُنتخب عضوا في معهد «فرانكلين» في فيلادلفيا. ليصبح أخيرًا عضوًا في الجمعية الملكية لدعم الفن والصناعة والتجارة في لندن في عام 1915.

## النشأة والدراسة
ولد جيريميا دانيال بالتيمور في واشنطن العاصمة في (15أبريل 1852) لوالدَيه «توماس» و«هانا بالتيمور». وبالرغم من أن توماس كان كاثوليكيًا، إلا أن جيريميا تبع والدته وأصبح ميثوديّا، فتعمّد في كنيسة «ويسلي زيون» في العام 1866. التحق بمدرسة «إينوك أمبش»، ومن ثم التحق بالمدارس العامة في واشنطن. حين كان صبيَا، أحبَّ القيام بتجارب على البخار، وأخبر والدته أنه يريد أن يصبح مهندسًا. لكنها قالت إن هذا مستحيل، فلم يكن في وسعها، لا هي ولا والدها، أن يساعداه على تخطي المدرسة. تابع القيام بتجاربه، فصنع غلّاية بخارية، وربطها بمحرك، لكنها لم تعمل. وبالرغم من ذلك وضعها قسُّ كنيسته «ويليام ب رايدر» في معرض يوم الأحد في مدرسة «ويسلي زيون»، ومن ثُمَّ وضِعَت في معرض وزارة الخزانة الأمريكية حيث لاقت إعجاب المسؤولين وأصحاب العمل. وهذا ما شجّع بالتيمور على الاستمرار بتجاربه. استخدم بالتيمور بعد ذلك الطوب والأُصُص (أوعية الزهور) لوضع المعدن المنصهر فيها، وباستخدام موقد المطبخ لإذابة النحاس، وكذلك باستخدام مِبْرَد ومقصّات قديمة وسكين قديم للقطع، ابتكر محرك بخار، يعمل بالضغط العالي الأفقي، مع غلاية أنبوبية. اُحضِر المحرك إلى مكتب براءات الاختراع بمساعدة «أنتوني بوين»، عضو مجلس مدينة واشنطن، وتمت مناقشته على نطاق واسع في الصحافة، ليُنشر في الصحيفة اللندنيّة «العصر الحديدي»، ومحليا في صحيفة «وقائع الأحد». وبعدها، أرسل بالتيمور نسخة من المقال للرئيس «يوليسيس جرانت»، والذي دعا بالتيمور إلى مكتبه ليعطيه تذكرة يسلّمها إلى وزير البحرية الأمريكية، يطلب فيها أن يحصل بالتيمور على عمل في الترسانة البحرية من أجل التعلم والعمل على الآلات.

## مسيرته المهنية المبكرة في الهندسة
حصل بالتيمور بعد ذلك على منصب متدرب في قسم الهندسة البخارية في ترسانة واشنطن البحرية. وواجه بالتيمور الكثير من التمييز بسبب لون بشرته، فاشتكى بعد أشهر قليلة من ذلك. ومن ثم نقل البروفيسور «جون إم. لانجستون» تلك الشكاوى إلى وزير البحرية الذي سمح لبالتيمور بالانتقال إلى ترسانة فيلادلفيا البحرية. وهناك تعرض مرة أُخرى للتمييز، لكنه سعى للدراسة من تلقاء نفسه، وذلك في الصباح الباكر وبعد العمل. أثمرت دراسته، ليُمنح القبول في معهد فرانكلين في فيلادلفيا. ليصبح بذلك ثاني من يتم قبولهم في المعهد من ذوي البشرة السوداء. وتابع هناك تدريبه الصناعي بالرغم من كل الترهيب والتمييز الذي قوبلت به قدراته على التعلم والتطور. لينهي تدريبه في 6 سبتمبر 1873، بعد أن عمل لمدة ثلاث سنوات وستة أشهر.
عُيّن في محطة فيلادلفيا البحرية في جزيرة الاتحاد ليساعد في إصلاح أجهزة المراقبة. وبعد تضاؤل حجم القوة العسكرية، سُرِّح من الوظيفة. عمِل في مصنع ضخم، ومن ثُمَّ عمِل في شركة «سيلر أند براذر» الصناعية، والتي تقدم إليها بالعديد من طلبات التوظيف، وذلك بعد أن قوبل بالرفض من قبل شركة «كرامب أند سنس». ليستقيل بعدها لأسباب صحية، ويعود إلى واشنطن العاصمة.
في واشنطن، عمل مهندسًا في وكالة الدراسات الساحلية الأمريكية، وافتتح ورشة تصليح عامة. وفي (2 أغسطس 1880)، عُيِّن كبيرًا للمهندسين والميكانيكيين في مستشفى فريدمان. ثم التحق بكلية الطب في جامعة «هوارد» في عام 1880)-1881) وحصل على درجة الماجستير في عام 1883 من كلية «ليفينغ ستون». يُنسب إليه في كثير من الأحيان اختراع المقياس الحراري «البيرومتر»، والذي حصل على براءة اختراع له. كونه كان مهندسًا، فقد كان عضوًا في اتحاد الميكانيك. كما لعب دورًا رئيسيًا في دمج اتحادي البِيض والسود في عام 1887.

## حياته العامة
كان بالتيمور ناشطًا في السياسة الجمهورية. ففي العام 1876 شغل منصب سكرتير الجمهوريين في المقاطعة السابعة عشر، وكان مندوبًا للمؤتمر الوطني الجمهوري لعام 1876 في سينسيناتي بولاية أوهايو. كما عُيِّن في العام 1880 رئيسًا للجماعة، ومرة أخرى مندوبًا في المؤتمر الوطني في شيكاغو.
أوصي به كأمين للمدارس العامة بين عامي (1883و 1889). وفي العام 1889 تولّى مسؤولية تدريس الميكانيك في المدارس العامة لذوي البشرة السوداء في واشنطن، وهو المنصب الذي شغله حتى عام 1922. شمل منصبه مسؤولية التدريس في مدرسة «آرمسترونغ» للتدريب اليدوي. كان يحظى باحترام كبير كأستاذ، فقد اعتمد أساليب قسم الهندسة البخارية بالولايات المتحدة. فصنع في إحدى المرات محركًا زجاجيًّا، ليتمكّن الطلاب من رؤية آلية عمل المحرك، وتأثير الحرارة على الماء.
اختير في عام 1895 من قبل القوات البحرية للعمل كمساعد مهندس ضمن الطاقم التجريبي في السفينة الحربية «يو إس إس تكساس». وفي عام 1906، كان بالتيمور من بين المنظمين، وكذلك أمين صندوق مستشفى بوتوماك ومدرسة التدريب. وكان من بين المنظمين القس «دبليو. جي. هوارد»، والدكتور «إيه. آر. كولينز»، والدكتور «هاري جي. ويليامز».

## الانتماءات والتكريمات
كان بالتيمور نشيطًا جدًا في مجتمع العاصمة، ففي العام 1875 اُنتخب سكرتيرًا لاتحاد مدارس السبت لذوي البشرة السوداء في واشنطن العاصمة. لكن بالتيمور كان يجد نفسه، بسبب إيمانه بالمنهج العلمي، على خلاف مع المجتمع الديني، بين الفينة والأخرى. ففي عام 1876 وخلال نقاش مع الدكتور «جي. إل. إن. بوين»، جادل بالتيمور بأن الأدلة الجيولوجية أظهرت أن آيات سفر التكوين لم تبرهن بشكل قاطع على أن عمر الأرض حوالي 6000 سنة.
كان عضوًا في العديد من الأندية الأدبية وذات الطابع الجدلي. فكان في أواخر سبعينيات القرن التاسع عشر مسؤولًا في (الجمعية) التي ترأسها كُلَّ من «تشارلز إن. أوتّي»، «جون ويسلي كرومويل»، و«جاي. إي. بلانهم». كما كان مسؤولا في جمعية النجوم المتألقة للشباب، والتي ترأسها «جاي. جي. ميهالز» و«جاي هيكس». وفي تسعينيات القرن التاسع عشر شغل منصب المدير في المدرسة الأدبية في كنيسة المطران «ويسلي زيون»، جنبا إلى جنب مع الدكتور إس. سومبي، وكذلك في مدرسة الكونغرس الوطنية. وفي العام 1882 أصبح رئيسًا لجمعية تعمل على دمج ذوي البشرة السوداء في واشنطن بالقطاع الصناعي. وفي العام 1905 كان مسؤولًا في جمعية مهندسي البخار، والتي ترأسها «ويليام اتش. توماس» وكذلك «اتش. اتش. أنسير».

## حياته الشخصية ووفاته
ظل بالتيمور لفترة طويلة وصيًا في كنيسة المطران «إيه. إم. إي. زيون» في واشنطن العاصمة. في 29 مايو 1872، تزوج من «إيلا في. وترز»، والتي توفيت في 7 مايو 1889. وفي نوفمبر 1908 تزوج بالتيمور من «جانيت إي. أندرسون»، والتي كانت مديرة الفنون في المدارس العامة. وكان لديه ولدان، «ريتشارد إل»، و«جيريميا أيه» في حين كان لديه ابنة واحدة، «إيلا أيه. براينت».
توفي بالتيمور مساء يوم الاثنين، 29 يوليو 1929. وعند وفاته، كان عضوًا في كنيسة الشارع 19 المعمدانية، حيث أقيمت جنازته.